# Tortyra iocyaneus
Tortyra iocyaneus is een vlinder uit de familie van de glittermotten (Choreutidae). De wetenschappelijke naam van de soort is voor het eerst geldig gepubliceerd door Heppner.